# Madura (Wanareja)
Madura is een bestuurslaag in het regentschap Cilacap van de provincie Midden-Java, Indonesië. Madura telt 10.793 inwoners (volkstelling 2010).